# Vidofludimus
Vidofludimus je imunosupresivně působící látka, která inhibuje dihydroorotát dehydrogenázu (DHODH; hodnota IC50 je 134 nM pro redukci DCIP zprostředkovanou DHODH). Tato látka inhibuje proliferaci mononukleárních buněk periferní krve (PBMC) stimulovaných pomocí fytohemaglutininu-L a sekrece IL-17 z mononukleárních buněk lidské periferní krve v závislosti na dávce a nezávisle na proliferaci lymfocytů (inhibicí STAT3 a aktivací nF-κB).

## Využití v medicíně

### IBD(nespecifické střevní záněty)
Perorální podání vidofludimu zlepšuje jak chronickou (dextran-sulfát-sodnou indukovanou), tak akutní (TNBS-indukovanou) kolitidu u myší. Byly provedeny také klinické zkoušky na použití vidofludimu u lidí s IBD. Studie byla provedena v Německu, Bulharsku a Rumunsku. Pacienti s diagnózou Crohnovy nemoci (CD) nebo ulcerózní kolitidy (UC), kterým byli podávány steroidy, byli léčeni vidofludimem. Podávání steroidů bylo postupně omezeno. Lék byl v tomto případě velmi dobře snášen, jevil se jako velmi účinný a nebyly prokázány žádné závažné vedlejší účinky.

### Transplantační medicína
V budoucnu by mohl vidofludimus najít uplatnění také v transplantační medicíně. Studie zkoumala potkany, kterým byly ortotopicky transplantované ledviny. Příjemcům alotransplantátů byl podáván vidofludimus v různých koncentracích a bylo sledováno, jak přežijí. Po několika dnech po transplantaci byla stanovena diagnóza štěpu. Bylo zjištěno, že vidofludimus prodlužuje dobu přežití po transplantaci ledvin a současně dochází k omezení příznaků akutní rejekce. Kromě toho při klinické studii nebyly prokázány žádné zhoršující se účinky na funkci ledvin u modelu zbytkových ledvin a také došlo ke zpomalení progrese proteinurie a fibrózy ledvin.

### Lupusovánefritida a jiné
Také byly provedeny klinické testy použití vidofludimu při léčbě autoimunitních onemocnění a lupusové nefritidy. Vedlejším účinkem imunosupresivní léčby systémového lupusu (SLE) zůstává toxicita, proto bylo testováno použití vidofludimu, který má lepší profil toxicity. Mechanismem reakce byla inhibice DHODH s leflunomidem, která se jeví jako účinná u různých autoimunitních onemocnění. Byla porovnávána léčba vidofludimu s léčbou cyklofosfamidu (CYC) v různých koncentracích. V obou případech bylo dosaženo deplece autoreaktivních T buněk sleziny, B lymfocytů a plazmatických buněk, stejně jako příslušných DNA a RNA sérových autoprotilátek. Došlo také ke zlepšení renálních, dermálních a plicních projevů SLE. Rozdíl mezi těmito typy léčby byl u počtu neutrofilů v kostní dřeni. Zatímco při léčbě CYC bylo množství výrazně sníženo, léčba vidofludimem byla bez efektu. Vidofludimus je tedy stejně účinný jako CYC při léčbě SLE a způsobuje méně vedlejších účinků. 
Vidofludimus účinně snižuje makroskopické a histologické patologie a také počet CD3+ T buněk.